# VfL 1860 Marburg
VfL 1860 Marburg is een Duitse voetbalclub uit Marburg, Hessen
De club werd op 28 juli 1860 opgericht als turnclub TV Marburg. Nadat de club in meerder sporten actief werd namen ze de naam VfL 1860 Marburg aan. 

## Voetbal
Op 24 april 1917 werd Marburger FV 1917 opgericht. De club ging meteen in de Hessische competitie spelen, die door de Eerste Wereldoorlog sterk opgedeeld was. In het eerste seizoen werd de club derde op vijf clubs in de groep Opper-Hessen. De volgende jaren speelde de club in de tweede klasse en sloot zich in 1920 aan bij TV 1860 Marburg dat nu de naam TSV 1860 Marburg aannam. 
De club speelde opnieuw in de eerste klasse, die in drie reeksen opgedeeld werd. De reeksen werden voor het volgende seizoen samen gevoegd en hiervoor kwalificeerde zich de club niet, maar kon één seizoen wel terugkeren naar de eerste klasse. Nadat de Deutsche Turnerschaft in 1924 besloot dat turnverenigingen en balsportclubs niet meer onder eenzelfde dak mochten zitten splitste de voetbalafdeling van TSV 1860 zich af onder de naam SV Kurhessen Marburg. Op 30 augustus 1925 fuseerde de club met VfB Marburg en nam de naam VfB Kurhessen 1905 Marburg aan. 
Op 25 september 1937 moest de club onder dwang van de overheid fuseren met TSV 1860/85 Marburg dat zo weer een voetbalafdeling kreeg. De nieuwe naam voor de club was VfL 1860 Marburg. In 1941 promoveerde de club naar de Gauliga Kurhessen. Na een zesde plaats in het eerste seizoen werd de club in 1942/43 vicekampioen achter SV 06 Kassel-Rothenditmold.
In 1950 won de club in de beker voor 5000 toeschouwers tegen het grote FSV Frankfurt met 2:0 en promoveerde datzelfde jaar naar de Landesliga Hessen. Na één jaar degradeerde de club echter weer. In 1954 promoveerde de club weer en kon nu een tijd blijven en in 1959 werd de titel behaald, maar in de eindronde slaagde de club er niet in te promoveren. In 1965 degradeerde de club en pas in 1984 kon de club terugkeren naar de hoogste amateurklasse, inmiddels de derde klasse in Duitsland. Na vier jaar degradeerde de club. Begin jaren negentig kon de club nog even terugkeren. Op 9 april 1992 splitste de voetbalafdeling zich van de overkoepelende club af en nam de naam VfB Marburg aan. Deze club bestond al eerder van 1905 tot 1925.